# Hafizullah Khaled
Hafizullah Khaled es el fundador y director de la organización Help Afghan School Children (HASCO), con sede en Viena (Austria). HASCO es una organización apolítica, de interés común, dedicada a asistir a familias afganas recientemente refugiadas o desplazadas, para mandar sus hijos a la escuela.
El señor Khaled recibió el grado de licenciado en Derecho y Ciencia política de la Universidad de Kabul en 1978. Sirvió como diplomático en las  embajadas de Daca y Bagdad. También trabajó en el departamento del fomento a exportación del Ministerio de Comercio afgano.
En 1988 se afilió a la oficina nuevamente establecida de UNGOMAP en Kabul. La meta de esta oficina era apoyar y facilitar la Good Office Mission de la ONU en Afganistán y Pakistán.
El señor Khaled es consejero o miembro de varias organizaciones humanitarias y a organizaciones relacionadas con niños afganos.
Ha escrito una monografía sobre los gastos militares del mundo, donde explicó la necesidad de reducir los gastos militares enormes y de pasar estos recursos para el desarrollo social y económico tal como para construir escuelas para niños, instalaciones de la salud y de proveer agua potable para la gente pobre por todo el mundo.